# Lew Własiewski

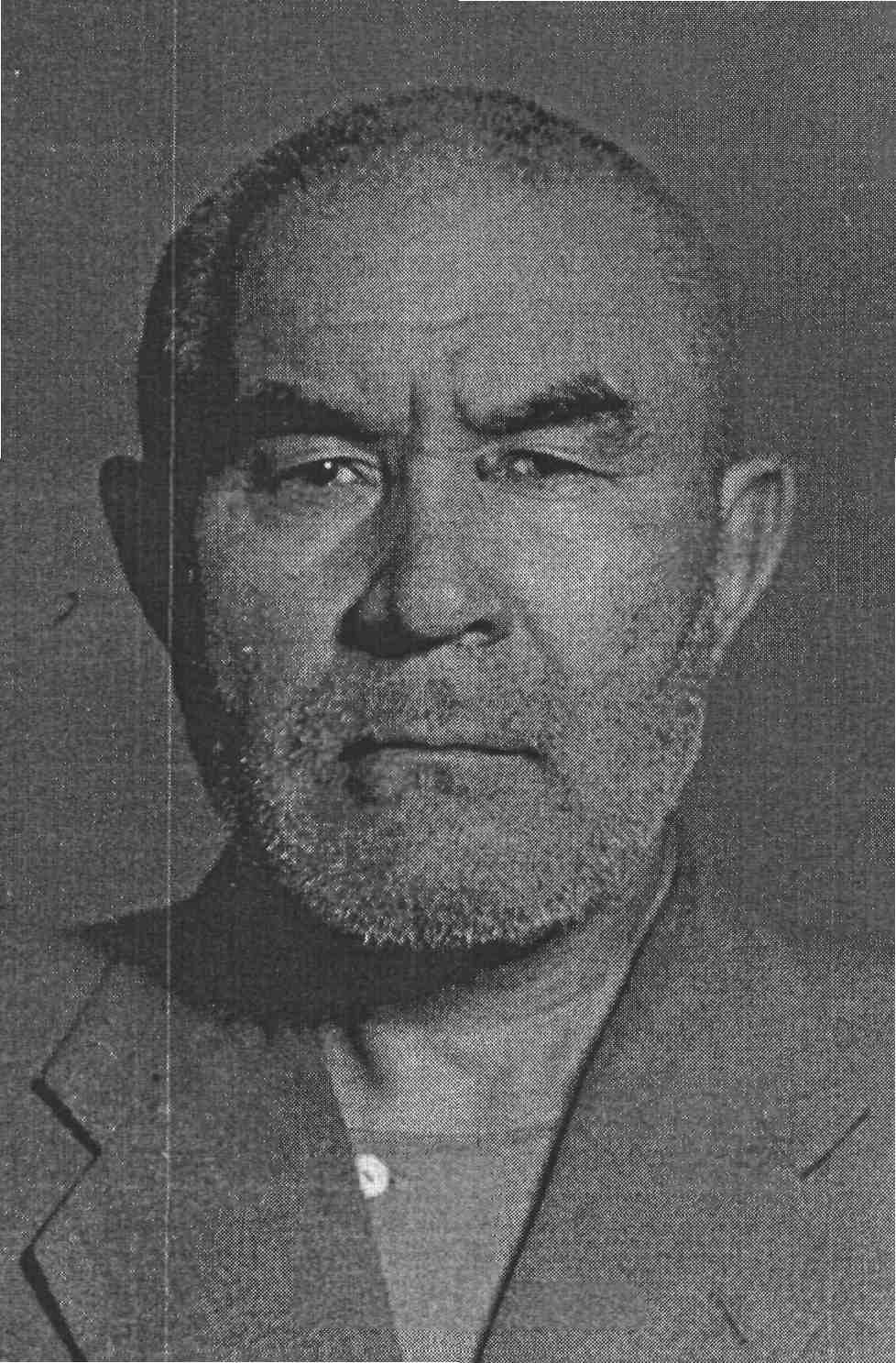
Lew Własiewski po aresztowaniu w 1945 roku

Lew Filippowicz Własiewski, ros. Лев Филиппович Власьевский (ur. 19 (31) stycznia 1884 r. w stanicy Grodiekowskaja w okręgu zabajkalskim w Rosji, zm. 30 sierpnia 1946 r. w Moskwie) – rosyjski wojskowy (generał lejtnant), jeden z przywódców białej emigracji rosyjskiej w Mandżurii, współpracownik Japończyków.
Uczył się w 2 męskim gimnazjum w Tyflisie. Ukończył w sierpniu 1915 r. szkołę młodszych oficerów. Brał udział w I wojnie światowej. Doszedł do stopnia porucznika. Podczas wojny domowej w Rosji od 1918 r. służył w oddziałach atamana gen. Grigorija M. Siemionowa na Dalekim Wschodzie. Początkowo był naczelnikiem kancelarii atamana, a następnie szefem oddziału kozackiego sztabu Armii Dalekowschodniej. Doszedł do stopnia generała lejtnanta. Po klęsce wojsk białych udał się w 1922 r. do Chin. Zamieszkał w Harbinie. Był jednym z przywódców miejscowej emigracji rosyjskiej. Po powstaniu marionetkowego państwa Mandżukuo w 1932 r., współpracował z Japończykami. Pełnił funkcję przedstawiciela atamana G.M. Siemionowa przy władzach Mandżukuo. Pod koniec lat 30. podjął pracę w Biurze do spraw Rosyjskich Emigrantów w Mandżurii. Od 1941 r. był pracownikiem rosyjskiego oddziału japońskiej organizacji Keo-Wa-Kaj. W 1943 r. stanął na czele Głównego Biura do spraw Rosyjskich Emigrantów w Mandżurii. Po ataku wojsk sowieckich na Mandżukuo w sierpniu 1945 r., uciekł z Harbinu japońskim samochodem do Tiencinu, a następnie Pekinu, gdzie został schwytany przez funkcjonariuszy Smiersza. Przewieziono go do Moskwy. Według innych wersji dobrowolnie powrócił do ZSRR, gdzie został aresztowany. W 1946 r. był sądzony wraz z atamanem G.M. Siemionowem, skazany na karę śmierci i rozstrzelany. 28 marca 1991 r. zrehabilitowano go.